# Xanthoria
Genre
Xanthoria (du grec xanthos, jaune) est un genre de champignons lichénisés de la famille des Teloschistaceae. Il comporte une cinquantaine d'espèces réparties dans toutes les régions du monde.

## Quelques espèces
- Xanthoria aureola (Ach.) Erichsen (1930)
- Xanthoria calcicola Oxner (1937)
- Xanthoria candelaria
- Xanthoria elegans
- Xanthoria fallax (en) (Hepp) Arnold (synonyme Xanthomendoza fallax)
- Xanthoria filsonii Elix (1988)
- Xanthoria fulva, (Hoffm.) Poelt & Petutschnig (1992)
- Xanthoria ligulata (Körb.) P. James (1983)
- Xanthoria parietina - Parmélie des murailles
- Xanthoria polycarpa (Hoffm.) Rieber
- Xanthoria sorediata
- Xanthoria ucrainica S.Y. Kondr. (1997)
- Xanthoria ulophyllodes Räsänen (1931)